# Fort Ware Indian Reserve 1
Fort Ware Indian Reserve 1 är ett reservat i Kanada.   Det ligger i provinsen British Columbia, i den centrala delen av landet, 3 600 km väster om huvudstaden Ottawa.
Trakten runt Fort Ware Indian Reserve 1 är nära nog obefolkad, med mindre än två invånare per kvadratkilometer.